# یانگپا
یانگپا (به انگلیسی: Yangpa) با نام اصلی لی یون-جین (به انگلیسی: Lee Eun-jin) (زاده ۱۷ مارس ۱۹۷۹)خواننده اهل کره جنوبی است.